# Verderio Inferiore
Verderio Inferiore (lombardul: Verdee de Sotta) település Olaszországban, Lombardia régióban, Lecco megyében.  Verderio Inferiore Aicurzio, Bernareggio, Robbiate, Ronco Briantino, Sulbiate, Verderio Superiore és Cornate d’Adda községekkel határos.

## Népesség
A település lakossága az elmúlt években az alábbi módon változott: